# Hiroshi Yoshida
Hiroshi Yoshida (n. 11 februarie 1958) este un fost fotbalist japonez.

## Statistici
| Japonia | Japonia | Japonia |
| An      | Meciuri | Goluri  |
| ------- | ------- | ------- |
| 1981    | 6       | 1       |
| 1982    | 1       | 0       |
| 1983    | 2       | 0       |
| Total   | 9       | 1       |